# International Auxiliary Language Association
L'Associació de la Llengua Auxiliar Internacional (IALA) (International Auxiliary Language Association, en anglès) va ser fundada en 1924 per a "promoure l'estudi generalitzat, el debat i la divulgació de totes les qüestions involucrades en l'establiment d'una llengua auxiliar, juntament amb la recerca i l'experimentació que poden accelerar aquest establiment d'una manera intel·ligent i estable en fundacions". A pesar que va ser creada per a determinar quin idioma auxiliar d'un ampli camp d'opcions era el més adequat per a la comunicació internacional, finalment va determinar que cap d'ells era adequat i va desenvolupar el seu propi llenguatge, conegut com a interlingua. La IALA va publicar materials sobre l'interlingua fins a 1954, quan les seves activitats van ser assumides per la Divisió Interlingua del Servei de Ciències (Societat per a la ciència i el públic).